# مریت لیندون فرنالد
مریت لیندون فرنالد (انگلیسی: Merritt Lyndon Fernald; ۵ اکتبر ۱۸۷۳ – ۲۲ سپتامبر ۱۹۵۰) یک گیاه‌شناس اهل ایالات متحده آمریکا بود.